# The China Quarterly
The China Quarterly ist eine der weltweit führenden wissenschaftlichen Fachzeitschriften für das interdisziplinäre Studium Chinas. Sie erscheint vierteljährlich und wird vom Verlag Cambridge University Press im Auftrag der School of Oriental and African Studies (SOAS), University of London, herausgegeben. Die Zeitschrift wurde 1960 gegründet und zählt zu den renommiertesten Publikationen im Bereich der Sinologie und China-Studien.

## Inhaltliches Profil
The China Quarterly veröffentlicht wissenschaftlich begutachtete Beiträge zu einer Vielzahl von Themen im Zusammenhang mit der Volksrepublik China, Taiwan, Hongkong und der chinesischen Diaspora. Die Zeitschrift ist disziplinübergreifend ausgerichtet und beinhaltet Arbeiten aus Politikwissenschaft, Soziologie, Wirtschaftswissenschaften, Anthropologie, Geschichte, Recht und verwandten Bereichen.

## Kontroversen
Im Jahr 2017 geriet The China Quarterly in die Schlagzeilen, als Cambridge University Press vorübergehend mehr als 300 Artikel auf Wunsch der chinesischen Behörden aus der Online-Ausgabe entfernte, um die Lizenz zum Zugang zum chinesischen Markt zu behalten. Nach internationaler Kritik machte der Verlag diesen Schritt rückgängig.